# Theo Jörgensmann
Theodor Franz Jörgensmann (Bottrop, 29 settembre 1948) è un clarinettista e compositore tedesco.
È ritenuto uno fra i più importanti clarinettisti del free jazz.

## Biografia
Jörgensmann lavorato con artisti provenienti da diverse concezioni musicali e molto tipico di lui. Per esempio, ha suonato con John Carter, Perry Robinson, Barre Phillips, Kenny Wheeler, Gianluigi Trovesi, Kent Carter, Andrea Centazzo, Bobo Stenson, Carlo Actis Dato, Vincenz Chancey, Lee Konitz ed altri. 
Jörgensmann è stato particolarmente critico negli Stati Uniti profondo. La miscelazione elementi di jazz, dalla musica classica alla musica contemporanea e etnica stili, senza essere limitato a suo modo.
Dal 2008 Jörgensmann suona in Trio Hot con Albrecht Maurer e Peter Jacquemyn.

## Discografia
- Axiomatic 473’ Exploration, with Alessandro Ciccarelli and Lorenzo Santoro (Plus Timbre, 2024)
- Clarinet Summit, Clarinet Summit, with Perry Robinson, Gianluigi Trovesi, Bernd Konrad, Annette Maye, Sebastian Gramss, Albrecht Maurer und Günter Sommer (2017)
- Contact 4tett Loud Enough To Rock The Kraut, (Konnex Records 2015)
- Theo Jörgensmann Bucksch (2014)
- Trio Hot Jink: Albrecht Maurer, Peter Jacquemyn (2008)
- Marcin Oleś, Theo Jörgensmann, Bartłomiej Oleś Directions (2005)
- Theo Jörgensmann Fellowship: Petras Vysniauskas, Charlie Mariano, Karl Berger, Kent Carter, Klaus Kugel (2005)
- Oleś, Jörgensmann, Oleś miniatures  (2003)
- Theo Jörgensmann Quartet Hybrid Identity: Christopher Dell, Christian Ramond, Klaus Kugel (2002)
- Theo Jörgensmann, Eckard Koltermann Pagine Gialle (2001)
- Theo Jörgensmann Quartet Snijbloemen (1999)

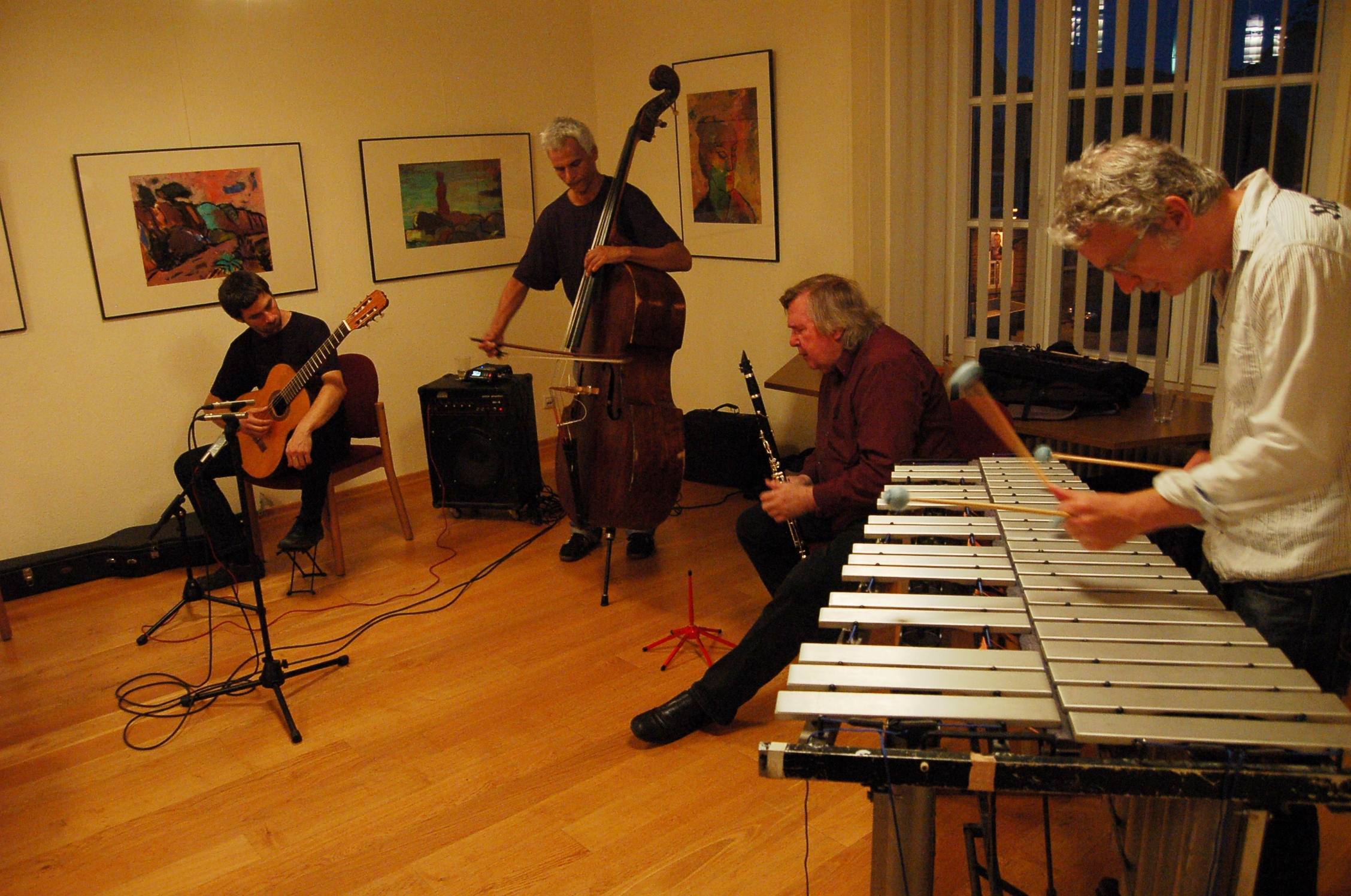
Theo Jörgensmann Freedom Trio con Christopher Dell; 2011

- Theo Jörgensmann Albrecht Maurer European Echoes: Barre Phillips, Bobo Stenson, Kent Carter, Wolter Wierbos (1998)
- Theo Jörgensmann Quartet ta eko mo (1998)
- Theo Jörgensmann So I Play solo (1997)
- Theo Jörgensmann, John Fischer Swiss Radio Days Volume Three (1994)
- Jörgensmann, Koltermann, Robinson Marteralized Perception (1993)
- Karoly Binder, Theo Jörgensmann Live at Music Academy Budapest (1992)
- Willem van Manen Contraband Live at Bim Huis Amsterdam (1988)
- Franz Koglmann Schlaf Schlemmer, Schlaf Magritte: Klaus Koch, Roberto Ottaviano (1985)
- Andrea Centazzo Mitteleuropa Orchestra Doctor Faustus: Enrico Rava, Carlos Zingaro, Gianluigi Trovesi, Carl Actis Dato, Albert Mangelsdorff, Franco Feruglio (1984)
- Theo Jörgensmann Laterna Magica solo (1983)
- European Interface The Breghenz Session (Rebels, Travelers & Improvisers): John Fischer, Melvyn Poore, Andrea Centazzo (1983)
- Andrea Centazzo Mitteleuropa Orchestra Cjant: Carlo Actis Dato, Franz Koglmann, Gianluigi Trovesi, Roberto Ottaviano (1983)
- Theo Jörgensmann Quartet next adventure: Georg Gräwe, Kai Kanthak Achim Krämer (1981)
- Clarinet Summit You better fly away: John Carter, Perry Robinson, Gianluigi Trovesi, Didier Lockwood, Stan Tracey, Eje Thelin, J.F. Jenny Clarke, Aldo Romano (1980)
- Theo Jörgensmann Quartet and Perry Robinson in time (1976)
- Radio Recordings Hessischer Rundfunk Walzer für Sabinchen: Alexander von Schlippenbach, Peter Kowald, Paul Lovens, Günther Christmann (1973)

### Documentari
- (DE)  Theo Jörgensmann Bottrop Klarinette  ein Film von Christoph Hübner (1987)--
- (DE)  Wagner Bilder mit den Bochumer Symphonikern, Christoph Schlingensief; Director Christoph Hübner (2001/2002)